# Nokia N90
Nokia N90 — четырёхдиапазонный мобильный телефон фирмы Nokia.
Позиционировался как лучший камерофон на рынке. Основным конкурентом N90 являлся Sony Ericsson K750i.
Выпускался в корпусе «раскладушка с поворотным экраном». Встроенная фотокамера была расположена в шарнире раскладушки.
Был представлен в апреле 2005 года в рамках первого анонса NSeries. Наряду с «массовым» аппаратом N70 и «музыкальным» флагманом N91 стал одним из первых представителей NSeries.
Один из первых мобильных телефонов с фотокамерой в 2 мегапикселя. Первый аппарат Nokia с фото-оптикой производства Carl Zeiss. Первый камерофон со стеклянной оптикой.